# 深瀬理香子
深瀬 理香子（ふかせ りかこ、英語: Rikako Fukase、1997年8月12日 - ）は、日本のフィギュアスケート選手（シンクロナイズドスケーティング,アイスダンス,女子シングル）。過去のパートナーは張睿中、立野在。埼玉県川越市出身。大東文化大学大学院修了。血液型はO型。全日本ジュニア選手権3連覇（2014年～2016年）。

## 経歴
西武学園文理小学校、西武学園文理中学校、霞ヶ関高等学校、大東文化大学外国語学部英語学科を卒業し、同大学・大学院スポーツ・健康科学研究科 スポーツ・健康科学専攻　2021年度修了。
元々は、岡田節子コーチの元で女子シングル7級を所持し国内大会に出場をしていた。2014-15シーズン、立野在とカップルを組みアイスダンスに転向。同年の全日本ジュニア選手権で優勝する。2015-16シーズン、日本スケート連盟の強化指定選手に選ばれた。ISUジュニアグランプリシリーズに参戦し、JGPオーストリア杯で11位となる。全日本ジュニア選手権でも2連覇を達成した。メンターネスレネスクイックトルン杯のジュニアクラスに出場し3位入賞する。初出場となった世界ジュニア選手権では19位となる。翌シーズンでは、全日本ジュニア選手権3連覇を果たし、当時の世界ジュニア日本人カップル最高順位の13位となる。
2017-18シーズンからシニアに転向し、全日本選手権で3位となり、四大陸選手権11位、平昌オリンピック日本代表補欠となる。
しかし2018-19シーズンは、パートナーの立野在選手の肩の怪我による手術、長期療養が余儀なくされたため、パートナーを解消し、新たなパートナーを探しトライアウトを重ねたため、試合への出場はなかった。
2019年5月、新たなパートナーとして中国系カナダ人張睿中（通称Oliver）選手とカップルを結成、全日本選手権2位、四大陸選手権13位の成績を上げる。
2022-23シーズンより、シンクロナイズドスケーティングに転向。カナダ代表のチームに入って2022年5月から練習を開始したことを表明。Team Les Supremesで ISU 世界シンクロナイズドスケーティング選手権 2023優勝。

## 主な戦績
- 張睿中とのカップル (2019-2020シーズンより)

| 大会/年      | 2019-20 | 2020-21 |
| ------------ | ------- | ------- |
| 四大陸選手権 | 13      |         |
| GP NHK杯     |         | 2       |
| 全日本選手権 | 2       | 3       |

- 立野在とのカップル (2017-2018シーズンまで)

| 大会/年            | 2014-15 | 2015-16 | 2016-17 | 2017-18 |
| ------------------ | ------- | ------- | ------- | ------- |
| 四大陸選手権       |         |         |         | 11      |
| CSロンバルディア杯 |         |         |         | 11      |
| 世界Jr.選手権      |         | 19      | 13      |         |
| 全日本Jr.選手権    | 1       | 1       | 1       |         |
| JGPタリン杯        |         |         | 10      |         |
| JGP横浜            |         |         | 6       |         |
| JGPオーストリア杯  |         | 11      |         |         |
| ネスレ杯           |         | 3 J     |         |         |

### 詳細
| 2020-2021 シーズン    |                                                   |         |         |          |
| 開催日                | 大会名                                            | RD      | FD      | 結果     |
| 2020年12月24日 - 27日 | 第89回全日本フィギュアスケート選手権（長野）      | 3 62.02 | 4 83.16 | 3 145.18 |
| 2020年11月27日 - 29日 | 2020年NHK杯国際フィギュアスケート競技大会（門真） | 3 63.46 | 2 94.43 | 2 157.89 |

| 2019-2020 シーズン    |                                                |          |          |           |
| 開催日                | 大会名                                         | RD       | FD       | 結果      |
| 2020年2月4日 - 9日    | 2020年四大陸フィギュアスケート選手権（ソウル） | 14 58.13 | 13 85.81 | 13 143.94 |
| 2019年12月19日 - 22日 | 第88回全日本フィギュアスケート選手権（東京）   | 2 59.77  | 2 86.78  | 2 146.55  |

| 2017-2018 シーズン   |                                                               |          |          |           |
| 開催日               | 大会名                                                        | SD       | FD       | 結果      |
| 2018年1月22日 - 27日 | 2018年四大陸フィギュアスケート選手権（台北）                  | 12 47.15 | 11 76.87 | 11 124.02 |
| 2017年9月14日 - 17日 | ISUチャレンジャーシリーズロンバルディアトロフィー（ベルガモ） | 11 47.80 | 11 61.52 | 11 117.30 |

| 2016-2017 シーズン      |                                                      |          |          |           |
| 開催日                  | 大会名                                               | SP       | FS       | 結果      |
| 2017年3月13日 - 19日    | 2017年世界ジュニアフィギュアスケート選手権（台北）   | 15 50.44 | 13 73.59 | 13 124.03 |
| 2016年11月18日 - 20日   | 第84回全日本フィギュアスケートジュニア選手権（札幌） | 1 53.24  | 1 77.60  | 1 130.84  |
| 2016年9月28日 - 10月2日 | ISUジュニアグランプリ タリン杯（タリン）             | 11 44.30 | 10 67.25 | 10 111.55 |
| 2016年9月9日 - 11日     | ISUジュニアグランプリ 横浜（横浜）                   | 6 46.68  | 6 66.68  | 6 113.36  |

| 2015-2016 シーズン    |                                                                   |          |          |           |
| 開催日                | 大会名                                                            | SD       | FD       | 結果      |
| 2016年3月14日 - 20日  | 2016年世界ジュニアフィギュアスケート選手権（デブレツェン）        | 19 42.63 | 19 59.47 | 19 102.10 |
| 2016年1月6日 - 10日   | 2016年メンターネスレネスクイックトルン杯 ジュニアクラス（トルン） | 3 49.06  | 3 69.53  | 3 118.59  |
| 2015年11月21日 - 23日 | 第84回全日本フィギュアスケートジュニア選手権（ひたちなか）        | 1 47.71  | 1 72.39  | 1 120.10  |
| 2015年9月9日 - 13日   | ISUジュニアグランプリ オーストリア杯（リンツ）                    | 11 41.03 | 10 62.57 | 11 103.60 |

| 2014-2015 シーズン    |                                                      |         |         |         |
| 開催日                | 大会名                                               | SD      | FD      | 結果    |
| 2014年11月22日 - 24日 | 第83回全日本フィギュアスケートジュニア選手権（新潟） | 1 34.26 | 1 51.68 | 1 85.94 |

## プログラム使用曲
| シーズン  | RD                                                                                               | FD |
| --------- | ------------------------------------------------------------------------------------------------ | --- |
| 2021-2022 | 24K Magic Grenade 曲：Bruno Mars                                                                 | My Funny Valentine Sway 曲：Michael Bublé                                                                                                |
| 2020-2021 | 映画『ラ・ラ・ランド』サウンドトラックより Another Day of Sun Planetarium 振付：パスカル・デニス | My Funny Valentine Feeling Good 振付：パスカル・デニス                                                                                   |
| 2019-2020 | 映画『ラ・ラ・ランド』サウンドトラックより Another Day of Sun Planetarium 振付：パスカル・デニス | 映画『ムーラン』サウンドトラックより 振付：パスカル・デニス                                                                              |
| シーズン  | SD                                                                                               | FD |
| 2017-2018 | チャチャ：セニョリータ・ボニータ マンボ：テキーラ、Que Rico El Mambo 振付：ロマン・アグノエル    | ミュージカル『ハロー・ドーリー!』より 作曲：ジェリー・ハーマン 振付：ロマン・アグノエル                                                  |
| 2016-2017 | ブルース：可愛い花 作曲：シドニー・ベシェ スウィング：Opus One 振付：ロマン・アグノエル          | 映画『王様と私』サウンドトラックより 作曲：ロジャース&ハマースタイン 振付：ロマン・アグノエル                                            |
| 2015-2016 | ワルツ：水彩画 ポルカ：鍛冶屋のポルカ 作曲：ヨーゼフ・シュトラウス 振付：ロマン・アグノエル      | ドリーム・ドリーム ボーカル：ロビー・ウィリアムズ、リリー・アレン 踊るリッツの夜 ボーカル：ロビー・ウィリアムズ 振付：ロマン・アグノエル |